# Миллер, Криста
Кри́ста Беатри́с Ми́ллер (англ. Christa Beatrice Miller; род. 28 мая 1964, Нью-Йорк) — американская актриса. Работает в жанрах комедии, драмы и триллера. Зрителям широко известна по роли Джордан Салливан в телесериале «Клиника».

## Биография
В возрасте трёх лет Криста была сфотографирована вместе с матерью, известной моделью 1960-х, для Redbook. Этот момент можно считать предопределившим судьбу Миллер. Отец актрисы был против её карьеры в искусстве; он мечтал о серьёзном образовании для дочери. Но Криста избрала профессию модели, снималась в японских и европейских журналах. Свою первую роль актриса сыграла в сериале «Кейт и Элли» (англ. Kate & Allie) в 1984 году, показываемому в прайм-тайм по телевидению.
В 1990 году Миллер переехала в Лос-Анджелес. С этого же года начала активно сниматься в кино.
Криста Миллер была на обложке первого номера американского издания журнала Maxim.

## Личная жизнь
Криста замужем за Биллом Лоуренсом с 1999 года. У них родилось трое детей: дочь Шарлотта Сара (родилась — 8 июня 2000 года), сын Уильям Стоддард Лоуренс (родился 3 января 2003 года), сын Генри Вэндузер Лоуренс (родился 8 октября 2006 года в 12:05). Последние две беременности Кристы Миллер были обыграны в сериале «Клиника».
В ноябре 2004 года в авиакатастрофе погиб 14-летний кузен актрисы Эдвард.

## Фильмография
| Год       |    | Русское название                  | Оригинальное название              | Роль                          |
| --------- | -- | --------------------------------- | ---------------------------------- | ----------------------------- |
| 1985—1988 | с  | Кейт и Элли                       | Kate & Allie                       | Блэр / студентка              |
| 1990      | с  | Северная сторона                  | Northern Exposure                  | Лори                          |
| 1992      | тф | Отчим 3: День отца                | Stepfather III                     | Бэт Дэвис                     |
| 1994      | с  | Принц из Беверли-Хиллз            | The Fresh Prince of Bel-Air        | девушка                       |
| 1994      | тф | Смерть красотки                   | A Friend to Die For                | Терри                         |
| 1994      | с  | Нас пятеро                        | Party of Five                      | Тереза                        |
| 1993—1995 | с  | Сайнфелд                          | Seinfeld                           | Эллен / Паула                 |
| 1995      | ф  |                                   | Love and Happiness                 |                               |
| 1996      | ф  | Наедине с убийцей                 | Kiss & Tell                        | Алекс                         |
| 1999      | ф  | По индейской тропе                | Goat on Fire and Smiling Fish      | Кэти                          |
| 2000      | ф  | Оператор                          | The Operator                       | Жанис                         |
| 2001      | тф |                                   | Rock & Roll Back to School Special | Кейт О'Брайан                 |
| 1995—2002 | с  |                                   | The Drew Carey Show                | Кейт О'Брайан / Криста Миллер |
| 2002—2003 | с  |                                   | Clone High                         | Клеопатра                     |
| 2008      | ф  | Штамм «Андромеда»                 | The Andromeda Strain               | доктор Анжела Нойс            |
| 2009      | с  | C.S.I.: Место преступления Майами | CSI: Miami                         | Эми Лэнсинг                   |
| 2001—2010 | с  | Клиника                           | Scrubs                             | Джордан Салливан              |
| 2011      | с  | Частная практика                  | Private Practice                   | женщина                       |
| 2009—2015 | с  | Город хищниц                      | Cougar Town                        | Элли Торрес                   |

## Награды
Актриса была два раза номинирована в 2003 и 2004 годах на премию англ. Golden Satellite Award в номинации «Лучшая актриса второго плана» за роль Джордан из сериала «Клиника».